# غلاديس هانتينغتون
غلاديس هانتينغتون (بالإنجليزية: Gladys Huntington)‏ (13 ديسمبر 1887، فيلادلفيا في الولايات المتحدة - مايو 1959، غرب ساسكس في المملكة المتحدة)؛ كاتِبة وروائية أمريكية.